# Lee County, Virginia
Lee County är ett administrativt område i delstaten Virginia, USA, med 25 587 invånare. Den administrativa huvudorten (county seat) är Jonesville.  

## Geografi
Enligt United States Census Bureau så har countyt en total area på 1 133 km². 1 133 km² av den arean är land och 0 km² är vatten.      

### Angränsande countyn
- Harlan County, Kentucky - norr
- Wise County, Virginia - nordost
- Scott County, Virginia - öster
- Hancock County, Tennessee - söder
- Claiborne County, Tennessee - syd-sydväst
- Bell County, Kentucky - väster

## Städer och samhällen
- Jonesville
- Pennington Gap
- St. Charles